# Michael Okuda
Michael Okuda és un dissenyador gràfic estatunidenc conegut sobretot pel seu treball a Star Trek, incloent-hi el disseny d'interfícies d'usuari d'ordinador futuristes conegudes com a "okudagrames".

## Primers anys de vida i educació
Okuda va obtenir una llicenciatura en arts de comunicació de la Universitat de Hawaii.

## Carrera

### Treball aStar Trek
A mitjans de la dècada de 1980, va dissenyar l'aspecte de les pantalles d'ordinador animades per al pont USS Enterprise-A a Star Trek 4: Missió salvar la Terra. Això el va portar a un lloc de treball a Star Trek: La nova generació el 1987 com a artista escènic, afegint detalls als dissenys d'escenografia i accessoris. A "La nova generació" va contribuir amb la GUI del sistema informàtic fictici LCARS utilitzat a l'USS Enterprise-D i altres naus espacials de la Flota Estel·lar. En homenatge al seu creador, aquest estil visual ha arribat a ser conegut entre els fans com a "okudagrames".
Okuda també va exercir com a consultor tècnic en les diverses sèries "Star Trek" de l'era de la TNG juntament amb Rick Sternbach, assessorant els guionistes sobre la tecnologia utilitzada a l'univers de "Star Trek", com ara els transportadors i el motor de curvatura. Per exemple, Okuda va crear el compensador de Heisenberg com una manera d'explicar com podria funcionar el transportador fictici de Star Trek, malgrat la limitació del principi d'incertesa. La famosa resposta d'Okuda a la pregunta "Com funciona el compensador de Heisenberg?" amb "Funciona molt bé, gràcies." Aquest treball va donar lloc a un manual tècnic que es va distribuir als possibles guionistes juntament amb la bíblia de la sèrie. El manual es va publicar posteriorment en forma revisada i actualitzada com a Star Trek: The Next Generation Technical Manual per Pocket Books. Okuda va escriure diversos llibres de Star Trek amb la seva dona, Denise. Va continuar treballant a Paramount Studios en diverses sèries de Star Trek que van seguir a La nova generació, incloent-hi com a supervisor d'art a Star Trek: Deep Space Nine, Star Trek: Voyager i fins a la cancel·lació de Star Trek: Enterprise el 2005. També va treballar a les pel·lícules de Star Trek que es van produir mentre les diverses sèries de televisió estaven en producció. També va proporcionar assessorament quan la CBS va remasteritzar digitalment i actualitzar els efectes visuals especials per a la sèrie original.
Okuda és conegut per incloure acudits interns dins dels seus dissenys. L'abril de 2013, Phil Plait (bloguer de Bad Astronomy) va informar que Okuda havia inclòs un homenatge oblic a The West Wing a l'episodi de Voyager "Imperfection", fent que Set de Nou mirés una llista de tripulants de la Voyager que havien mort, i allà enumerant el comandant J. Bartlett (error ortogràfic intencionat), el tinent comandant L. McGarry, el tinent comandant T. Ziegler, el tinent J. Lyman, el tinent S. Seaborn, l'alferes Claudia J. Craig (error ortogràfic intencionat) i l'alferes Charles Young. Plait va informar que va contactar amb Okuda, qui va revelar que Okuda i la seva dona, Denise, i l'artista gràfic James Van Over, eren grans fans de "The West Wing". Es diu que Okuda va dir que "una de les meves regles pel que fa als acudits era que mai no havien de ser evidents per a l'espectador casual. Si ho fossin, allunyarien l'espectador de la història, i això seria un flac favor a tots dos. Per aquesta raó, generalment vaig intentar mantenir el text sobre aquests acudits al marge irregular de la llegibilitat."
Mike i Denise Okuda van ser assessors en el projecte per actualitzar Star Trek: La nova generació a alta definició. També van crear els comentaris de text de les deu pel·lícules en DVD de l'edició especial de Star Trek, així com comentaris de text especials per als conjunts de la Fan Collection de Star Trek. El 2005, Okuda va contribuir com a consultor per a Perpetual Entertainment en el seu desenvolupament del MMORPG Star Trek Online. També va ajudar amb la catalogació d'articles per a la subhasta de records de Star Trek per part de la casa de subhastes Christie's. L'esdeveniment, i la seva preparació, s'inclou al documental Star Trek: Beyond the Final Frontier del History Channel.
En una entrevista del 2016, Okuda va dir que la seva sèrie "preferida" de Star Trek és: "La sèrie original. Sens dubte."

### Treball per a la NASA
Okuda va dissenyar logotips per a diverses missions i programes de la NASA, incloent-hi la missió STS-125 de l'Plantilla:OV per reparar el telescopi espacial Hubble i el vol de prova de desenvolupament de l'Ares I-X. El seu treball per al Programa Constellation, posteriorment cancel·lat, incloïa logotips per a l'impulsor Ares, el mòdul d'aterratge lunar Altair i la nau espacial Orion, dissenyada per transportar astronautes a l'Estació Espacial Internacional i per retornar humans a la Lluna. El logotip d'Orion es va presentar el 26 d'agost de 2006. Okuda també va dissenyar un emblema d'equip per a la missió de rescat planificada STS-400, que s'hauria llançat si hi hagués hagut un problema important durant la missió STS-125.

### Firestorm
El 2015, Okuda va treballar com a consultor visual per al pilot Firestorm, un projecte finançat per micromecenatge creat per Jamie Anderson, fill de Gerry Anderson, creador de Thunderbirds. Firestorm va utilitzar avenços en marionetes animatròniques, accessoris i disseny d'escenografies en miniatura anomenat 'Ultramarionation'.

### Tornar aStar Trek
Després que Terry Matalas assumís el càrrec de productor creador de Star Trek: Picard a l'inici de la segona temporada, ell i el dissenyador de producció Dave Blass van convidar l'equip de producció creatiu/tècnic amb qui havia treballat anteriorment a Voyager a tornar a treballar a Picard, inclosos Mike i Denise Okuda.

### Altres treballs
Okuda també va treballar a la sèrie de Netflix Space Force, a la pel·lícula de Clint Eastwood Richard Jewell, a Pandora de Mark Altman, i com a assessor tècnic a For All Mankind de Ronald D. Moore.

## Reconeixement
Per la seva feina com a dissenyador de molts pegats de missions de la NASA, Okuda va rebre la Medalla de la NASA al Servei Públic Excepcional. Se li va lliurar el premi en una cerimònia al Centre Espacial Johnson de Houston (Texas) el 9 de juliol de 2009.
El 2022, Okuda i la seva dona Denise van rebre un "Premi a la Trajectòria" del consell d'Artistes Escènics, de Títol i Gràfics del Art Directors Guild.